# Pornostalgia
Pornostalgia è il quinto album in studio del rapper italiano Willie Peyote, pubblicato il 6 maggio 2022 dalla Virgin Records.

## Descrizione
Il disco si caratterizza dai precedenti per i testi più personali, che emergono in maniera esplicita nei brani La colpa al vento, Il furto della passione e il conclusivo Sempre lo stesso film, senza tralasciare tuttavia altri di natura differente come All You Can Hit, che rappresenta una critica rivolta all'industria musicale, paragonata a un ristorante all you can eat dove si punta sulla quantità piuttosto che alla qualità, il tutto a basso costo.
I tredici brani realizzati per l'album sono stati composti e prodotti dagli All Done (gruppo composto da Daniel Bestonzo, Kavah, Stefano Genta e Luca Romeo), che hanno apportato sonorità prevalentemente elettroniche senza disdegnare altre influenze musicali, tra cui quelle jazz presenti in Prima e Diventare grandi. La colpa al vento figura invece la produzione di Godblesscomputers ed è stata inizialmente composta nell'estate 2018. Fare schifo e Risarcimento (skit) hanno rispettivamente visto la partecipazione vocale delle attrici e comiche Michela Giraud e Emanuela Fanelli, mentre Diventare grandi e I soldi non esistono sono state realizzate con Samuel (il primo) e Speranza e Jake La Furia (il secondo). Infine Robespierre si caratterizza per i cori curati da Aimone Romizi, frontman dei Fast Animals and Slow Kids.
La copertina rappresenta un omaggio alla locandina del film Toys Are Not for Children del 1972 diretto da Stanley H. Brassloff, per l'occasione rielaborata con una stilizzazione del rapper sotto forma di giocattolo.

## Promozione
L'8 aprile 2022, in concomitanza con l'annuncio dell'album, Willie Peyote ha presentato il video musicale della seconda traccia Fare schifo, realizzato con Giraud ed estratto come singolo di lancio nello stesso giorno. Il 22 dello stesso mese è stato pubblicato La colpa al vento come secondo singolo insieme al relativo video.
Pornostalgia è stato presentato attraverso un talk tour chiamato PEYOTeMES e svoltosi in alcuni club musicali italiani tra il 6 e il 19 maggio, dove il rapper è stato affiancato da vari ospiti, tra cui Alberto Guidetti e Bebo de Lo Stato Sociale e Guido Catalano. Successivamente ha intrapreso una tournée nazionale con gli All Done tra giugno e settembre 2022.

## Tracce
Testi di Willie Peyote, eccetto dove indicato, musiche di Daniel Bestonzo, Kavah, Stefano Genta e Luca Romeo, eccetto dove indicato.
1. UFO – 2:15
2. Fare schifo – 3:15 (testo: Willie Peyote, Michela Giraud)
3. La colpa al vento – 3:49 (musica: Daniel Bestonzo, Kavah, Stefano Genta, Luca Romeo, Godblesscomputers)
4. All You Can Hit – 3:03
5. Prima – 2:31 (musica: Daniel Bestonzo, Kavah, Stefano Genta, Luca Romeo, Danny Bronzini)
6. Il furto della passione – 3:05
7. Risarcimento (skit) – 1:53 (testo: Emanuela Fanelli)
8. Diventare grandi (feat. Samuel) – 2:45 (testo: Willie Peyote, Samuel)
9. I soldi non esistono (feat. Speranza, Jake La Furia) – 3:02 (testo: Willie Peyote, Speranza, Jake La Furia)
10. La casa dei fantasmi – 2:28 (musica: Daniel Bestonzo, Kavah, Stefano Genta, Luca Romeo, Danny Bronzini)
11. Hikikomori – 2:52
12. Robespierre – 3:06 (musica: Daniel Bestonzo, Kavah, Stefano Genta, Luca Romeo, Andrea Torchia)
13. Sempre lo stesso film – 2:52

## Formazione
Musicisti
- Willie Peyote – voce (eccetto traccia 7)
- Luca Romeo – basso (tracce 1-3, 5, 8-13), programmazione e campionatore (tracce 9 e 11)
- Dario Panza – batteria (tracce 1, 3-5, 8-11, 13)
- Daniel Bestonzo – tastiera e sintetizzatore, programmazione e campionatore (tracce 1, 2, 6, 8, 9 e 11), chitarra (traccia 3)
- Stefano Genta – programmazione e campionatore (tracce 1, 2, 4, 6, 8, 9, 11-13)
- Michela Giraud – voce (traccia 2)
- Tahnèe Rodriguez – cori (tracce 2, 3, 6, 10)
- Quarzo Blu – cori (tracce 2, 3, 6)
- Damir Nefat – chitarra (tracce 2, 3, 8, 9, 11 e 13)
- Kavah – programmazione e campionatore (tracce 2, 4, 5, 9, 10 e 12)
- Enrico Allavena – tromba (tracce 3, 6 e 10), trombone (tracce 3, 5 e 10), tuba (traccia 3)
- Danny Bronzini – chitarra (tracce 5 e 10)
- Emanuela Fanelli – voce (traccia 7)
- Samuel – voce (traccia 8)
- Speranza – voce (traccia 9)
- Jake La Furia – voce (traccia 9)
- Aimone Romizi – cori (traccia 12)
- Andrea Torchia – chitarra (traccia 12)

Produzione
- Daniel Bestonzo – produzione (eccetto traccia 3), registrazione
- Kavah – produzione (eccetto traccia 3)
- Stefano Genta – produzione (eccetto traccia 3), registrazione
- Luca Romeo – produzione (eccetto traccia 3)
- Godblesscomputers – produzione (traccia 3)
- Ivan Antonio Rossi – registrazione batteria, missaggio
- Giovanni Versari – mastering

## Classifiche
| Classifica (2022) | Posizione massima |
| ----------------- | ----------------- |
| Italia            | 5                 |